# 富山県道170号弘法称名立山停車場線

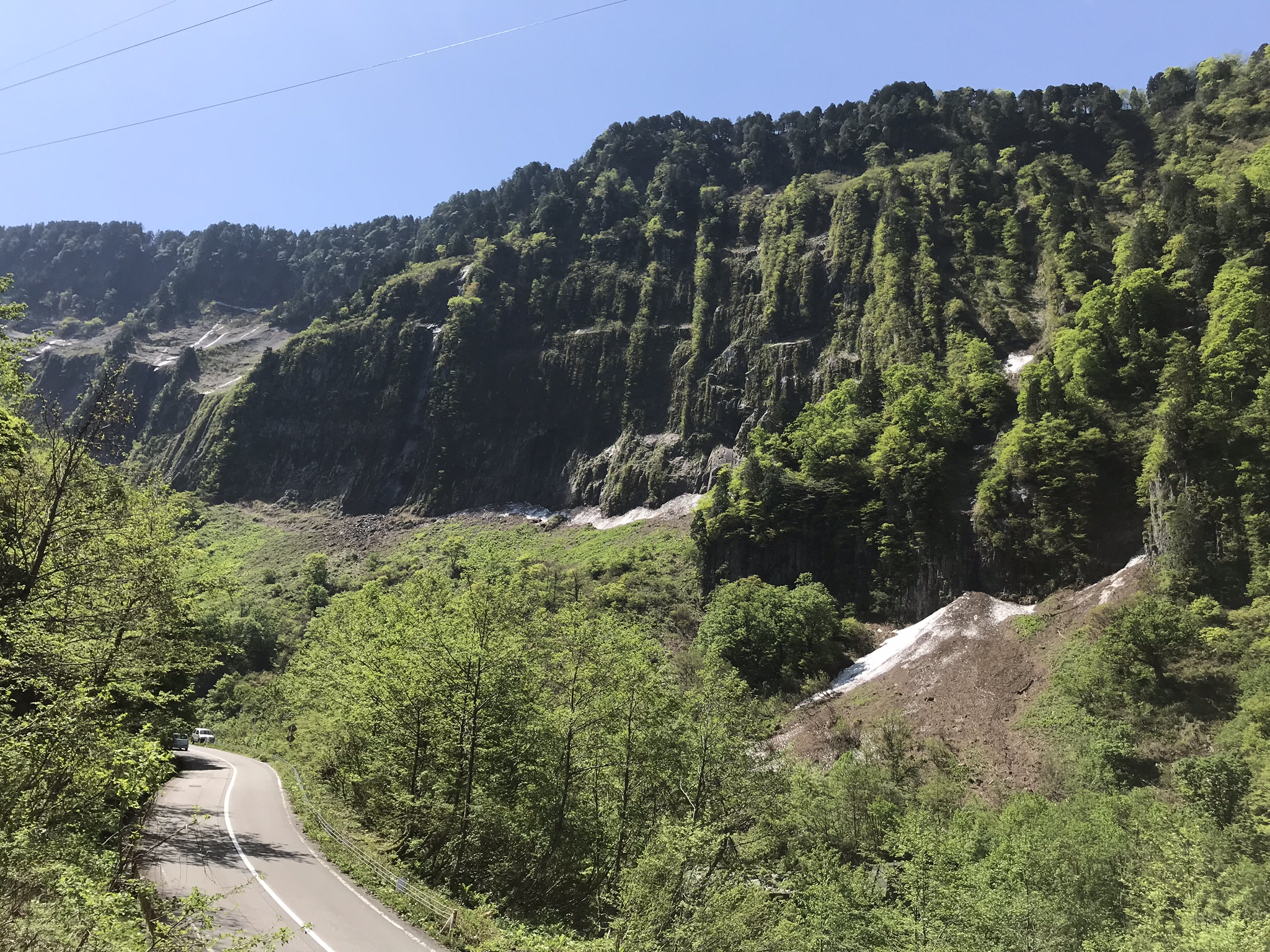
悪城の壁と富山県道170号線

富山県道170号弘法称名立山停車場線（とやまけんどう170ごう こうぼうしょうみょうたてやまていしゃじょうせん）は、富山県中新川郡立山町を通る一般県道（富山県道）である。通称は称名道路（しょうみょうどうろ）。

## 概要
立山町芦峅寺の桂台から飛龍橋までを結ぶ。総距離は3.851kmで、桂台から称名平駐車場までの2.974kmが一般道路、称名平駐車場から飛龍橋までの0.877kmが歩行者専用道路である。飛龍橋から先は立山町が管理する歩行者専用道路となり、日本一の落差を持つ称名滝へとつながっている。冬季は積雪のため通行できない。
- 総距離：3.851km（うち一般道路2.974km、歩行者専用道路0.877km）
- 起点：富山県中新川郡立山町芦峅寺 桂台
- 終点：富山県中新川郡立山町芦峅寺 飛龍橋

1969年および1978年の豪雨で全線にわたり不通となっていた。一度目は1975年度。二度目は1980年度に復旧工事が行われ、1982年6月15日に桂台 - 称名駐車場間2.8㎞（2車線）が開通した。同年7月10日に桂台の上流2㎞の場所で重さ25tの落石が発生したことから、落石防止工事のため通行止めとなった。8月2日に遊歩道の開通と桂台 - 称名駐車場間の通行止めが解除され、全線復旧した。

## 接続する道路
- 富山県道6号富山立山公園線（立山有料道路）